# Astarte crebricostata
Astarte crebricostata ist eine Muschel-Art aus der Familie der Astarten (Astartidae). Die Art kommt im nördlichen Nordatlantik vor.

## Merkmale
Die gleichklappigen, mäßig geblähten Gehäuse werden bis 35 mm lang. Sie sind leicht ungleichseitig, die Wirbel sitzen nur wenig vor der Mittellinie (zum Vorderrand hin). Der Umriss ist annähernd rundlich-oval bis gerundet-dreieckig. Die Gehäuse sind etwas länger als hoch (ein Exemplar: 28 mm lang, 22 mm hoch, 13 mm dick). Der hintere, fast gerade Dorsalrand ist deutlich länger als der schwach konkave, vordere Dorsalrand. Der hintere Dorsalrand fällt etwas flacher zum Hinterrand ab, als der vordere Dorsalrand zum Vorderende. Der Hinterrand ist weit gebogen, der Vorderrand ist etwas enger gebogen. Der Vorderrand und der Hinterrand gehen mit keinem erkennbaren Wechsel der Krümmung in den gleichmäßig gekrümmten Ventralrand über. Die Lunula und Area sind relativ schmal.
Das externe Ligament ist kurz und sitzt auf einer kleinen Nymphe hinter den Wirbeln. In der linken Klappe sind drei Hauptzähne vorhanden, der hintere der drei Hauptzähne ist deutlich dünner sowie ein hinterer, lateraler Flansch und eine Grube oberhalb des hinteren Schließmuskels. Über dem vorderen Schließmuskel ist ein lateraler Rücken vorhanden. In der rechten Klappe sind zwei Hauptzähne vorhanden und ein hinterer, lateraler Flansch und über dem vorderen Schließmuskel eine laterale Grube. Die Mantellinie ist ganzrandig. Die zwei Schließmuskeleindrücke sind vergleichsweise groß und haben auch in etwa dieselbe Größe.
Die Schale ist fest und weißlich. Die Ornamentierung besteht aus 25 bis 35 konzentrischen Rippen, die tief abgetreppt sind (zu den Zwischenräumen), aber oben abgeflacht sind. Die Rippen werden zum Rand hin flacher, ebenso zum hinteren Gehäusefeld hin. Der innere Klappenrand ist besonders bei älteren Exemplaren gekerbt, kann aber auch fast glatt sein. Das hellbraune, olivbraune bis fast schwarze Periostrakum ist persistierend. An den Schalenränder ist es oft etwas faltig, und unter dem Mikroskop punktat.

## Unterschiede
Die Art unterscheidet sich von den anderen Astarte acuticostatadurch ihre größere Adultgröße und die abgeflachten, kräftigen, konzentrischen Rippen. Die ähnliche Gerippte Astarte (Astarte sulcata) hat mit 20 bis 30 konzentrischen Rippen eine etwas geringe Zahl an Rippen, die allerdings noch kräftiger ausgebildet sind. Letztere Art ist auch deutlich länger im Verhältnis zur Höhe.

## Geographische Verbreitung und Lebensraum
Das Verbreitungsgebiet der Art ist der nördliche Nordatlantik. Die südlichsten Vorkommen sind in den Gewässern um die Färöer und die Shetlandinseln.

## Taxonomie
Das Taxon wurde von Robert MacAndrew und Edward Forbes 1847 unter der noch heute benutzten Kombination Astarte crebricostata vorgeschlagen. MolluscaBase betrachtet das Taxon als gültiges Taxon.

## Online
- Marine Bivalve Shells of the British Isles: Astarte crebricostata Macandrew & Forbes, 1847 (Website des National Museum Wales, Department of Natural Sciences, Cardiff)